# 南方朔
王杏慶（1946年12月13日—2025年6月9日），筆名南方朔，是一位臺灣作家、詩人、評論家及新聞工作者。2007年得到中國文藝協會頒發的中國文藝獎章文學評論獎。

## 生平
父親是江蘇無錫人，曾為中華民國空軍維修士兵，1945年來到台灣，在他小學4年級時去世。母親為雲南騰衝的擺夷族（現稱傣族）。
臺南一中畢業，國立臺灣大學森林學系學士、森林學研究所碩士（1971年，碩士論文《不同種源杉木屬發芽種子之呼吸量與早期生長之硏究》，王子定指導）。修畢臺北市中國文化學院（現中國文化大學）實業計畫研究所（現已停辦）博士班課程。
美國與中華民國斷交時，他放棄已申請到的美國大學獎學金，拒絕出國留學，經《聯合報》報導，得到總統蔣經國召見。畢業後，他成為新聞記者。

### 新聞及文學
與王健壯、司馬文武、周天瑞等人共同創辦台灣的新聞雜誌《新新聞》週刊，長期擔任該刊主筆，曾任香港《亞洲週刊》主筆。
創作大量文學評論（包含詩論和書評）和政論。曾於《中國時報》及《聯合報》「名人堂」發表專欄文章，現每週一在香港《明報》、每週二在台灣《蘋果日報》、每週三於《國語日報》專欄〈光之所在〉撰寫英美詩歌選集及評論，並藉此提供讀者倫理指引，每期台灣的《新新聞》和《天下雜誌》也有他的專欄。
曾在林正杰發行的黨外雜誌《前進》短暫擔任過主筆。

### 逝世
南方朔於2025年6月9日下午1時45分因肺炎逝世，享壽78歲。

## 立場
南方朔自認理念是偏泛藍的改革派。由於其成長背景及意識型態使然，被當時的黨外人士認定他其實為國民黨的御用作家。

### 中華民國美麗島事件
在《中國時報》以本名王杏慶撰稿的南方朔，在美麗島事件時則是大量發表贊成政府審判及認為國民黨政府已寬大處置的文章。其間，除認為美麗島大審係「冬令營」－「在押伙食均相當良好，水果、香菸、衣物亦均充分供應，身體不適者的人亦有榮總前去的醫師加以診治。他們被妥善照顧，使得絕大多數被捕者家屬為之寬心，……還有正當的娛樂，可以唱歌、踢毽子，偵訊者並會為在押者過生日、送禮物，頗有「冬令營」的味道。」。並創造出所謂「台獨叛國論」，即「……自此後，「台獨叛國論」便有了更明確的法律意義，亦即，主張台獨----不論何種解釋，均屬法律上所謂之「叛國」。……總結來說，「台獨」在國際社會上乃屬「不可能」，在民族大義和文化歷史傳承上屬於「不應該」，而純就國家的政治社會發展而言則屬「無必要」，這殆已成為稍具知識忠誠者之共同見解，實已勿須再為贅述。……」。其亦指控「台灣民主運動的發展緩慢，海外台獨的存在並不時作著邪惡的召喚，實為最大的因素」、「"二二八"事變就是一起被嚴重歪曲了歷史事件」。

### 陳水扁政府
在民進黨執政時，更明顯地對陳水扁多作批判，表現出反對臺灣獨立路線的態度。2008年，國民黨重新執政後，南方朔多次積極批判馬英九政府政策摇摆，對於马英九的人格、ECFA的批判也甚至有不少與深綠人士相近，甚至指出陳水扁政府的偏激是國共聯手逼出來的，他們政治迫害陳水扁是嚴重的錯誤。由南方朔對馬政府及ECFA的批評，可見他的偏左背景。

### 2012年總統大選
2012年總統大選，南方朔轉向支持泛綠的蔡英文，並寫出「這次大選 我為何挺蔡不挺馬」一文刊登於新新聞。他支持蔡英文而不支持馬英九的原因為：馬英九內政太差，沒有自己的核心價值；在兩岸關係上，馬英九只會用台獨恐嚇中共、用中共恐嚇臺灣，其實是不道德的製造出兩岸仇恨，但如果蔡英文當選，中共會頭痛也非得要跟民進黨對話、以爭取台灣民心，蔡英文在兩岸關係上不會輸馬英九；而且馬英九的無能更甚於貪腐，他簽訂ECFA卻完全沒有提升產業，好看的經貿數字只是犧牲臺灣平民來換得的；更糟糕的是馬英九政府只會拉陳水扁來救援。
南方朔也在選前撰文指出美國1896年前後的政治變化，可以做為台灣的借鏡：美國當時有進步派候選人承諾要讓美國轉型成重視中小企業，重視社會公平的國家；這個候選人獲得中下階層的支持，但富人的聯合抵制讓他收到極少的政治獻金。富人們為了避免轉型，而在之後用各種技術性手段限制下層中產階級及黑人的投票權。美國富人的成果相當成功，美國也成為金權政治國家，失去轉型成福利國家的機會。他也認為目前台灣最需要轉型，但台灣的劣勢是五十對五十的對況；蔡英文及宋楚瑜的大聯合政府觀念，正是台灣突破分歧以追求轉型唯一條件。南方朔對美國的批判，讓台灣人第一個聯想到民進黨指控的「藍的有財團支援獻金、綠的只有三隻小豬」及「將投票日訂在中下階層難以投票的時間」。
對於馬英九連任，南方朔認為臺灣錯失大轉型的機會，而且將會造成兩岸動盪。因為大家都解讀為九二共識的勝利、以商逼政的成功，這次商人幫馬英九幫很大，故政府失去對商人的籌碼，政府無法加稅減優惠，只能印鈔票及加速財政惡化；且北京認為民進黨還有執政可能，會加緊建立兩岸一中架構，並且更強力的宣示、九二共識（一中各表）是中共的一中而非國民黨表示的各表，而且會逼到馬政府必須更大力的反抗以免失去政權的程度。南方朔也擔心馬英九的政策會走向討好基本盤。南方朔在幾篇文章強調，一個五十對五十的社會很難形成共識、只會內耗，政府只敢做容易做的事、無法改革，然後被國際牽著走；選後的台灣已經是這個情況，而會被中國牽著走。
而這次民進黨錯過蔡英文非常可惜，因為民進黨的草根味重、其知識份子也在過去被迫害而怨念重；民進黨必須有更多像蔡英文這種不但知識水準不錯、性格較溫和，比較懂國際事務，鬆鬆緊緊之間比較會拿捏的人來掌權、也可藉此改變形象。在另一方面，這次選舉結果是否決蔡英文路線，也可能讓民進黨重返對抗路線，對台灣政治畢竟不是件好事。
南方朔指出，這次選舉已可看出，台灣社會其實是保守怕改變的，大家忍耐過日子乃是台灣最主流的價值，可見泛藍的恐嚇牌相當有用，而泛藍的恐嚇販子文化與陳水扁的煽動文化正是臺灣的兩大爛政治文化，陳水扁因此把自己搞成麻煩製造者，泛藍則把臺灣搞成無法轉型、四小龍最差。台灣很難被價值較高的想法所動員，說好的是台灣的穩定度很大，說難聽一點，那就是台灣進化的速度極慢。最近台北《天下》雜誌即報道，在亞洲四小龍都已轉型的此刻，台灣乃是唯一沒有轉型的最後一名。2008年台灣未改變，2012更不可能改變（馬英九在2008年時權力基礎較大、是改革的好時機），於是我的憂愁更深了！
南方朔並公開告訴北京，兩岸關係應該由民進黨來決定、不應爭取國民黨，因為民進黨主要是由臺灣人組成，自主性也較強，談判會比較符合臺灣人的利益、談判結果也比較能說服臺灣人。

### 罷免馬系立委
2013年8月14日，南方朔與導演柯一正、作家馮光遠、環保法律人文魯彬、音樂人林生祥、國立清華大學榮譽退休教授彭明輝等發起「憲法133實踐聯盟」，推動罷免「曲從馬意、違反民意」的立法委員，以促進台灣民主深化，讓代議士知道民主不是只有4年1次的選舉，罷免更不是只寫在《憲法》第17條與第133條的空話。聯盟發表「公民罷免運動聲明」，指出馬英九無能還到處放火，上任後不僅633跳票，執政無方導致經濟疲弱，不思國營事業改革，卻悍然堅持油電雙漲，無視民生疾苦。這個政權以野蠻的態度回應人民理性的訴求，以粗暴的權力踐踏台灣的民主自由，罔顧民間反對聲浪，護航危害後世未來的恐怖核四，背棄基本誠信，縱容土豪強奪民地，黑箱作業急忙密簽禍國殃民的服貿協議，馬政權根本是一個無法被文明說服的獨裁寡頭。只有具體的行動，才能矯正這個政權的傲慢偏差！但因罷免總統門檻太高，將發動從各選舉區罷免馬系立委下手。

### 拒為中國時報寫稿
據南方朔說法，馬英九從2013年9月15日起，親自打電話給部分台灣媒體，要求停止登刊批評馬英九的文章。9月23日，南方朔為《中國時報》寫作專欄遭退稿後，他已決定不再為《中國時報》寫稿。

## 著作
| - 《文化啟示錄》 - 《語言是我們的居所》(語言系列1998) - 《語言是我們的星圖》(語言系列1999) - 《語言是我們的海洋》(語言系列2000) - 《在語言的天空下》(語言系列2001) - 《語言是我們的希望》(語言系列2002) | - 《給自己一首詩》 - 《有光的所在》 - 《自由主義的反思批判》 - 《新野蠻時代》 - 《靈犀之眼》 - 《詩戀記》 | - 《世紀末抒情》 - 《李登輝時代的批判》 - 《臺灣政治的深層批判》 - 《捉狂下的興嘆》 - 《另一種英雄》 - 《笨蛋！問題在領導》 - 《帝國主義與臺灣獨立運動》 |

## 註解
1. ↑  另一說為臺灣省臺南市[1]

## 外部連結
- 南方朔先生2015.08.29國父紀念館演講-『台灣面臨的問題』 （页面存档备份，存于）
- 南方朔先生2014.05.28彰化市介壽生活藝文館演講-『談公民權力』 （页面存档备份，存于）
- 南方朔先生2017.04.15國父紀念館演講-『談台灣改革之路』
- 台灣作家作品目錄資料庫——南方朔 （页面存档备份，存于）